# Merremia tuberosa
Merremia tuberosa là một loài thực vật có hoa trong họ Bìm bìm. Loài này được (L.) Rendle mô tả khoa học đầu tiên năm 1905.

## Hình ảnh

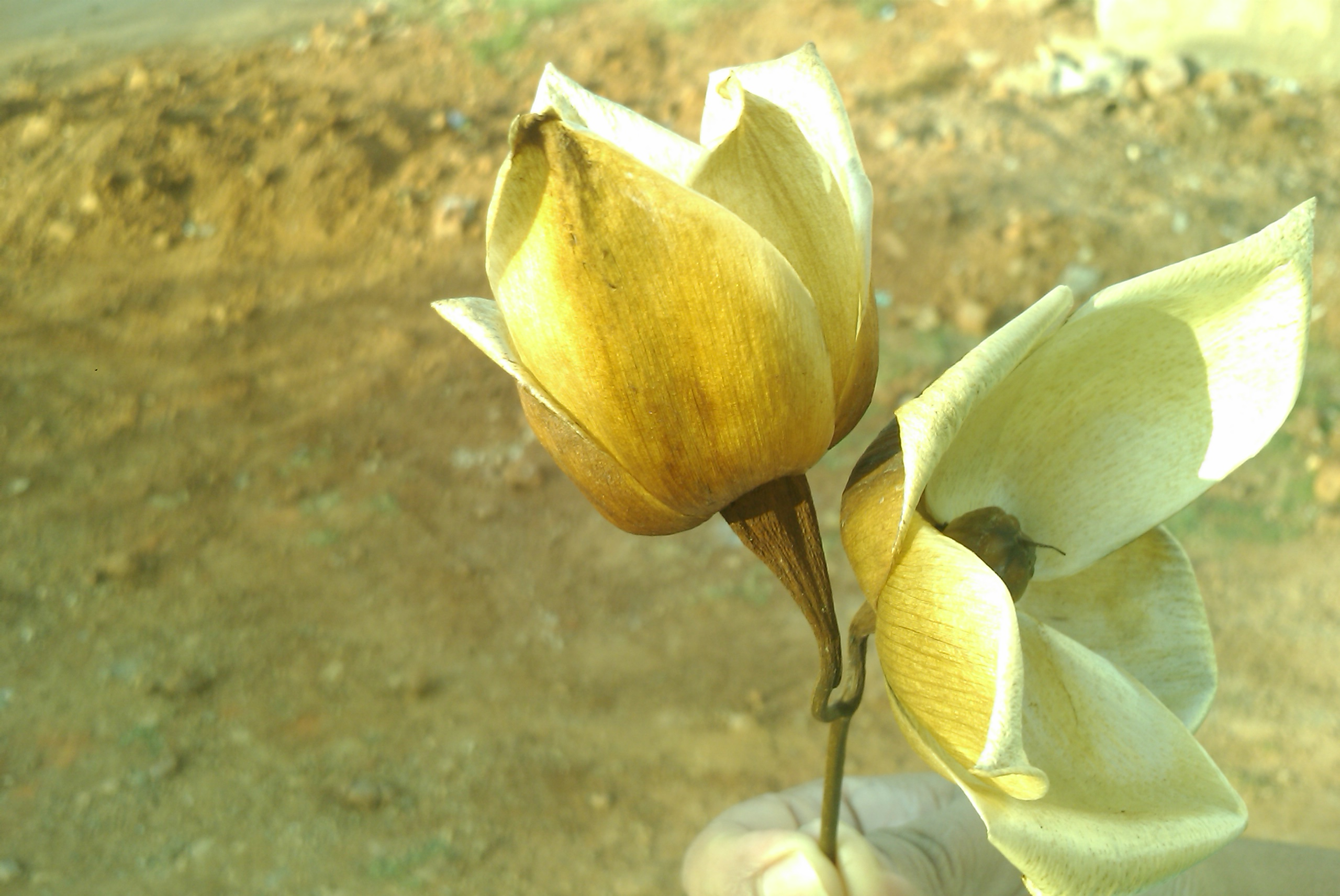
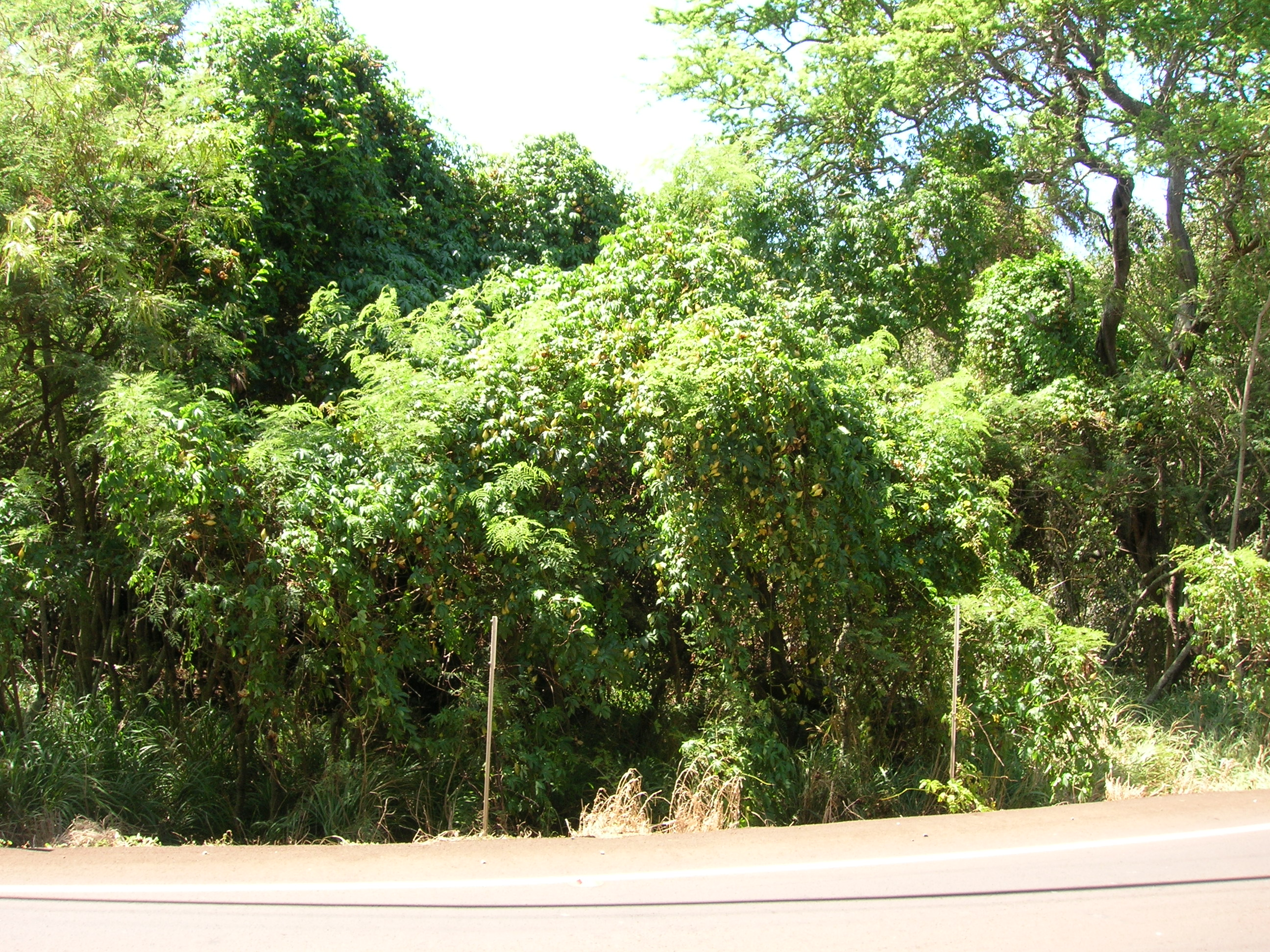
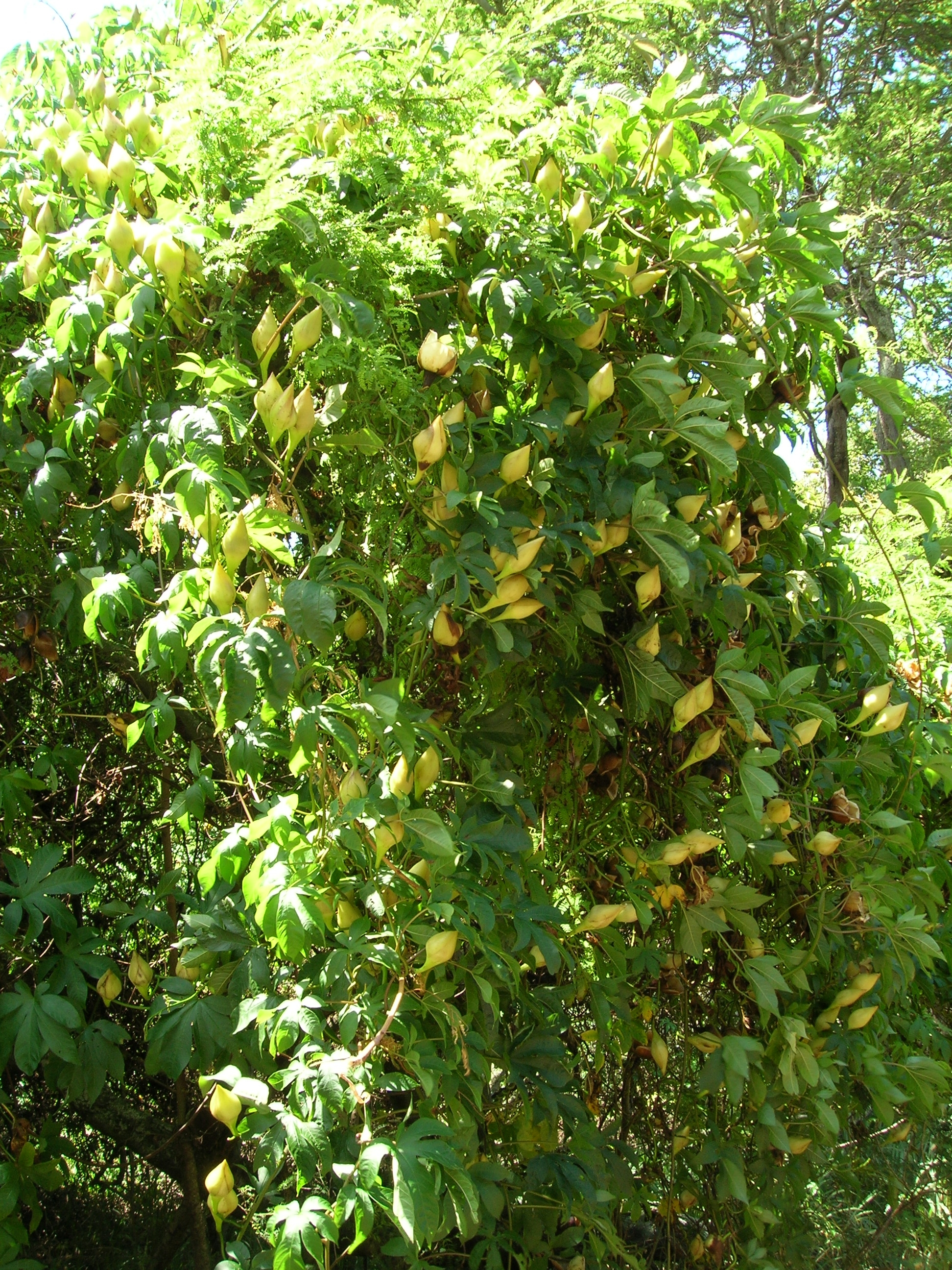
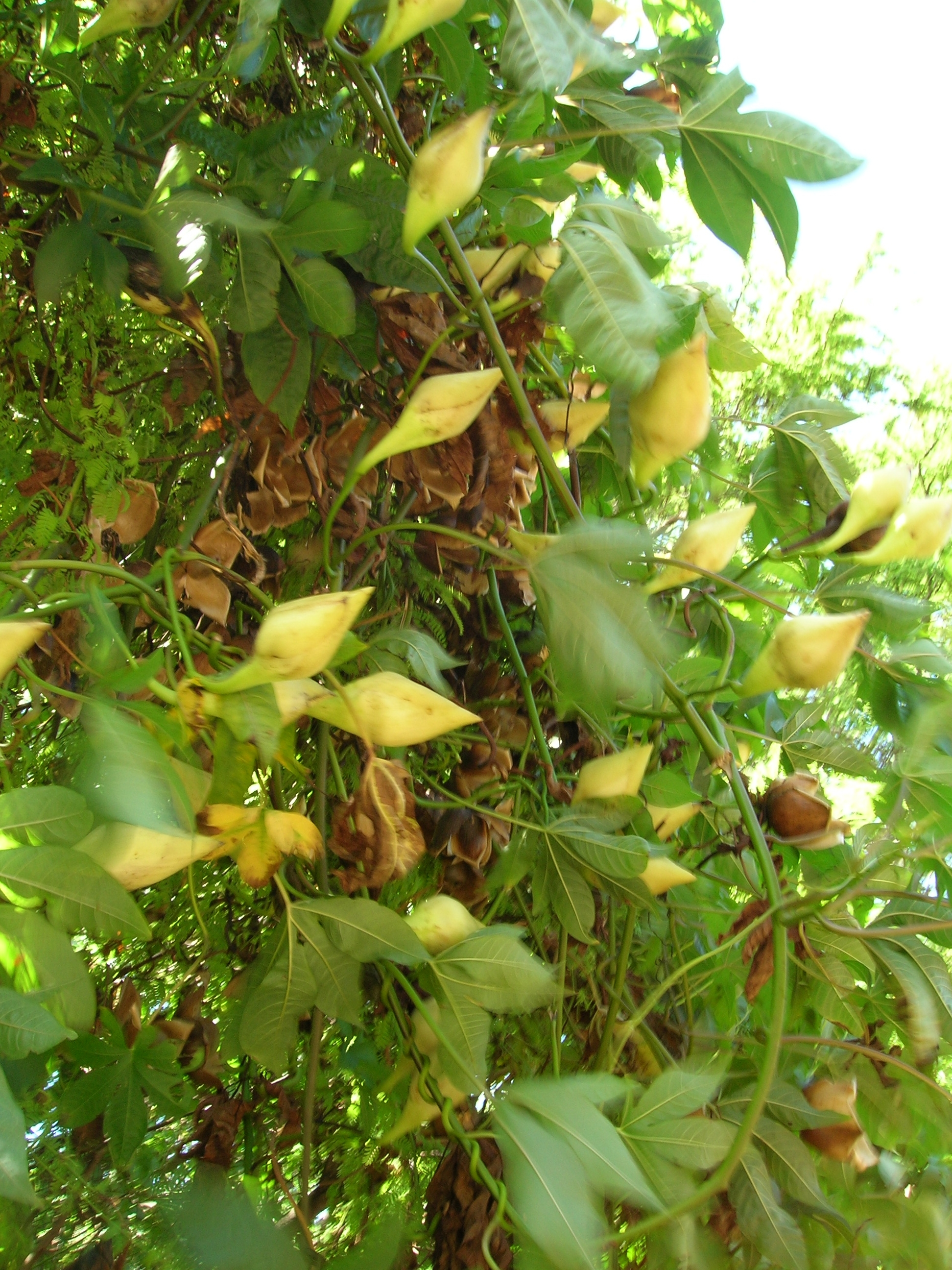